# Станайн
Станайн (англ. stanine) — статистическая единица, представляющая одну девятую диапазона значений в нормальном распределении. Слово образовано от английского «standard nine». В русском языке соответствующая шкала носит название «стандартная девятка» или «девятибалльная шкала».
Станайны используются в основном в западной психологии для представления данных, полученных в результате исследования. При переводе каждому станайну соответствует определённый диапазон абсолютных величин: результаты, попавшие в 4 % худших соответствуют 1 станайну, попавшие в 4 % лучших — 9 станайну, 20 % средних — 5 станайну и так далее.
| Диапазон, % | 0 — 4 | 4 — 11 | 11 — 23 | 23 — 40 | 40 — 60 | 60 — 77 | 77 — 89 | 89 — 96 | 96 — 100 |
| Станайн     | 1     | 2      | 3       | 4       | 5       | 6       | 7       | 8       | 9        |

Альтернативой девятибалльной шкале являются более распространённая десятибалльная и менее распространённая семибалльная.